# コウノトリの郷駅
コウノトリの郷駅（こうのとりのさとえき）とは、兵庫県豊岡市日撫 に所在する、WILLER TRAINS（京都丹後鉄道）宮津線の駅である。駅番号はT25。「宮豊線」の愛称区間に含まれている。
京都丹後鉄道のほとんどの駅が京都府内に所在する中で、当駅と豊岡駅の2駅のみが兵庫県に所在している。旧称は「但馬三江駅」（たじまみええき）で、但馬国域にある駅の中で唯一、駅名に「但馬」を冠した駅名であった。改称後も副駅名として使用されている。

## 歴史

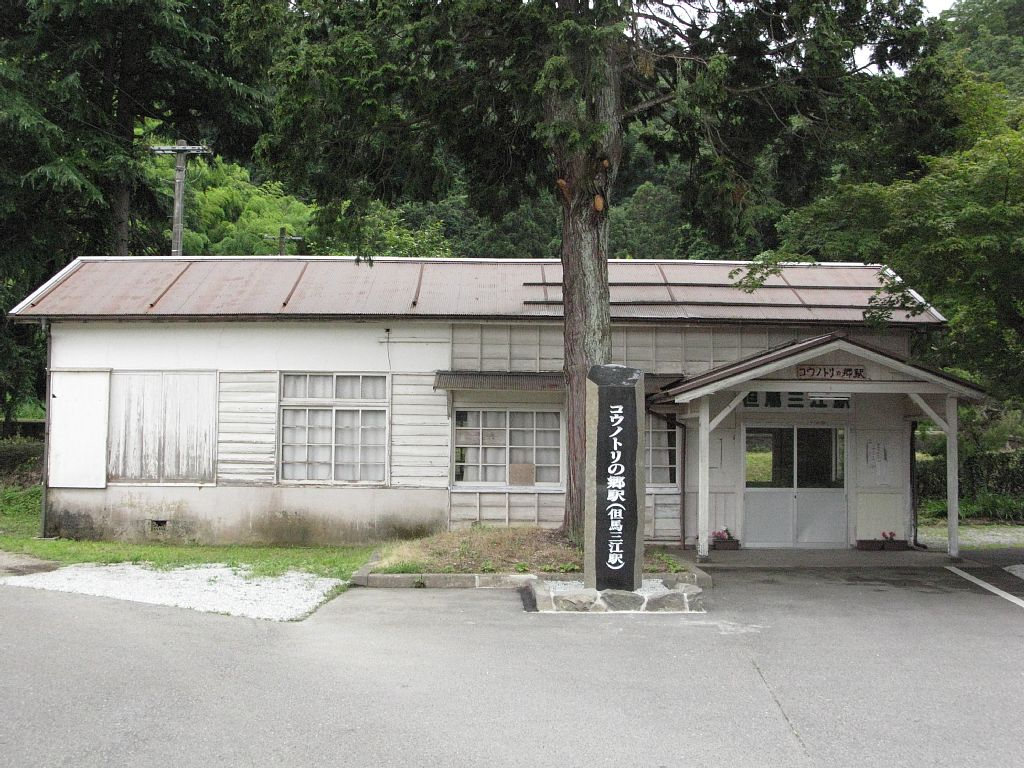
改修前の駅舎（2009年6月）

- 1929年（昭和4年）12月15日[2]：峰豊線の豊岡駅 - 久美浜駅間開業により但馬三江駅として設置[3]。
- 1930年（昭和5年）3月：駅舎竣工[2]。
- 1932年（昭和7年）8月10日：舞鶴駅（現在の西舞鶴駅） - 豊岡駅間全通により峰豊線が宮津線の一部となり、当駅もその所属となる[3]。
- 1961年（昭和36年）3月1日：貨物の取り扱いを廃止[5]。
- 1970年（昭和45年）10月1日：荷物扱い廃止[6]。無人駅となる[7]。
- 1987年（昭和62年）4月1日：国鉄分割民営化により、西日本旅客鉄道（JR西日本）の駅となる[3]。
- 1990年（平成2年）4月1日：北近畿タンゴ鉄道への宮津線移管により、同鉄道の駅となる[3]。
- 2009年（平成21年）5月10日：「コウノトリの郷駅」と、愛称が設定される[8]。
- 2010年（平成22年）
  - 2月6日：駅舎改修工事が竣工。「改築完成記念イベント」が開催される[9]。
  - 3月：トミーテック『鉄道むすめ〜鉄道制服コレクション〜vol.10』のキャラクターの1人が、当駅名を由来とした「但馬みえ」として発売される[2]。さらに、同年4月1日には、KTR販売版として特別バージョンが限定1000個でKTRの有人駅と車販限定で販売された[10]。
  - 9月25日：コウノトリの郷駅応援団が旧駅事務所にて「駅そば ぽっぽや」を開店[1][11]。
- 2011年（平成23年）4月：駅舎周辺に「旧円山川橋梁」記念モニュメント（橋脚モニュメントとレールモニュメント）が設置される[2][12]。
- 2015年（平成27年）4月1日：WILLER TRAINSへの移管により、京都丹後鉄道宮豊線の駅となる[4]。同時に、駅名をコウノトリの郷駅に改称[4]。
- 2016年（平成28年）9月：「駅そば ぽっぽや」閉店。
- 2020年（令和2年）11月6日：「ぽっぽや」（カフェ・蕎麦屋）再オープン（基本はカフェ。月に数回そばを出す営業形態）。

## 駅構造

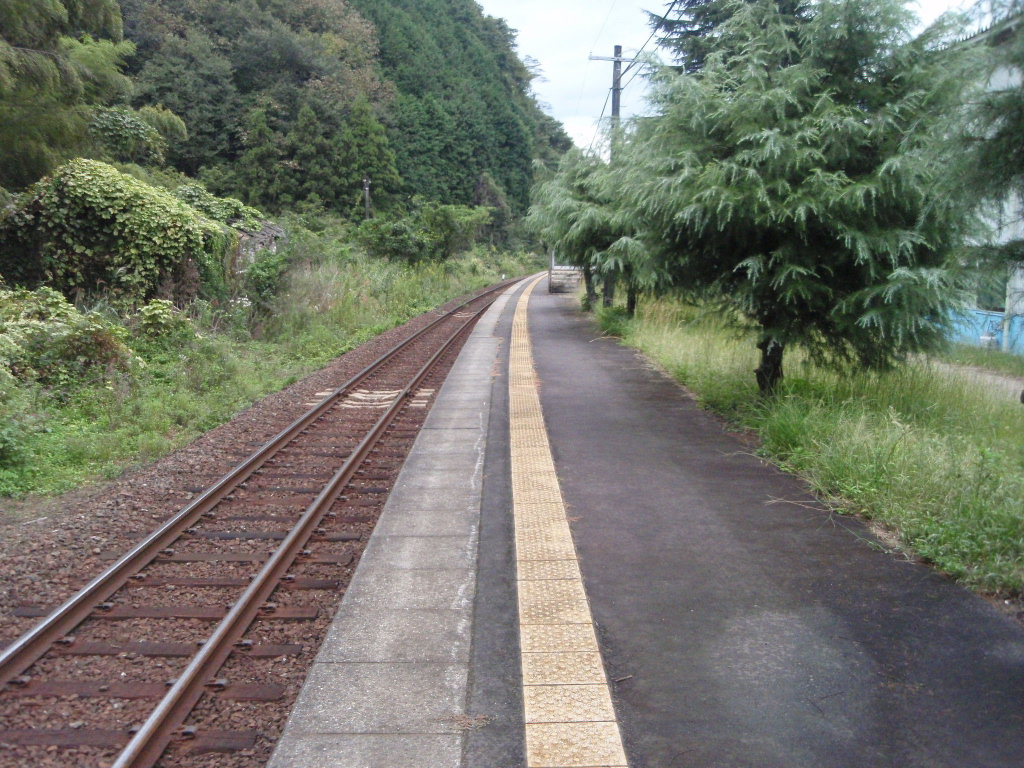
ホーム（2010年10月）

豊岡方面に向かって右側に単式ホーム1面1線を持つ地上駅。かつては島式1面2線であったが、片側の線路が撤去されたため、分岐器や絶対信号機のない停留所となった。
無人駅で宮津線で唯一開業時の駅舎が残る。老朽化のため待合室以外は使用出来ない状態であったが、2009年（平成21年）度に豊岡市の負担で駅舎の改修が行われた。駅舎はKTRの施設だが、豊岡市が借り入れ、地元地域のグループ「コウノトリの郷駅応援団」が管理している。
「コウノトリの郷駅応援団」は駅舎改修後、独自に旧事務所内装を改装し、2010年（平成22年）9月に旧駅事務所において「駅そば ぽっぽや」を開店させ（2016年（平成28年）9月、運営者のブログに閉店と掲載）、2020年（令和2年）11月にカフェ「ぽっぽや」としてリニューアルオープンした。
また、国鉄時代のトイレは老朽化のため撤去され、駅舎改修時新たに豊岡市が市の施設として別棟で新築された。

## 利用状況
1日平均の乗車人員は1人である（2022年度）。
近年の1日平均乗車人員は以下の通りである。
| 乗車人員推移 | 乗車人員推移 |
| 年度         | 1日平均人数  |
| ------------ | ------------ |
| 1999         | 3            |
| 2000         | 3            |
| 2001         | 3            |
| 2002         | 6            |
| 2003         | 2            |
| 2004         | 5            |
| 2005         | 5            |
| 2006         | 6            |
| 2007         | 2            |
| 2008         | 5            |
| 2009         | 5            |
| 2010         | 6            |
| 2011         | 3            |
| 2012         | 3            |
| 2013         | 2            |
| 2014         | 1            |
| 2015         | 2            |
| 2016         | 2            |
| 2017         | 3            |
| 2018         | 1            |
| 2019         | 2            |
| 2020         | 1            |
| 2021         | 1            |
| 2022         | 1            |

## 駅周辺
- 豊岡自動車教習所
- 久久比神社 - 全国で唯一コウノトリとゆかりのある神社[1]。
- 正福寺・大石りく遺髪塚
- 豊岡市立三江小学校
- 国道178号
- 国道312号
- 兵庫県道239号下宮六地蔵線

## 隣の駅
WILLER TRAINS（京都丹後鉄道）
■宮豊線（宮津線）
快速
通過
普通
久美浜駅 (T24) - コウノトリの郷駅 (T25) - 豊岡駅 (T26)